# Leitenbichel
Der Leitenbichel ist ein 707 m hoher Berg im Bayerischen Alpenvorland westlich der Osterseen. Der Leitenbichel ist die höchste Erhebung des Eberfinger Drumlinfeldes.